# Obratel

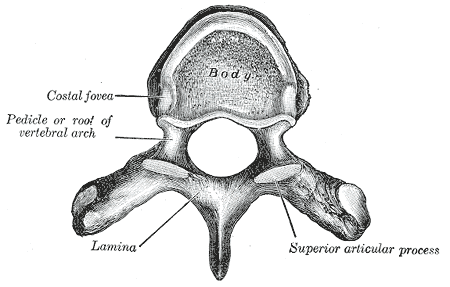
Lidský obratel, pohled shora

Obratel (lat. vertebra, -ae, řec. spondylos) je kost, u některých obratlovců zůstává ve formě chrupavky. Tvoří základní stavební a funkční jednotku páteře (lat. columna vertebralis). Obratle jsou společným znakem obratlovců. Během ontogeneze se zakládají jako chrupavka, u většiny kostnatých ryb a čtyřnožců později osifikují v kost.

## Obratle lidského těla

### Stavba obratle
Typický obratel můžeme anatomicky i funkčně rozdělit na tři části:
- tělo obratle (lat. corpus vertebrae),
- oblouk obratle (lat. arcus vertebrae),
- výběžky obratle (lat. processus vertebrae).

#### Tělo obratle
Tělo obratle je uložené vpředu (ventrálně) a je největší a hlavní nosnou částí páteře. Směrem nahoru (kraniálně) a dolů (kaudálně) končí rovnou plochou (lat. facies intervertebralis), na kterou se připojuje pružící meziobratlová ploténka (lat. discus intervertebralis). Tělo obratle (corpus) je vyplněno spongiózou a červenou kostní dření.

#### Oblouk obratle - arcus vertebrae
Jeho hlavní funkcí je ochrana míchy.
Spojením těla s obloukem je vytvořen otvor (lat. foramen vertebrale). Otvory všech obratlů pod sebou, spolu se zadními plochami meziobratlových plotének a s vazy vytvářejí páteřní kanál (lat. canalis vertebralis).

#### Výběžky obratle
Výběžky vystupují z oblouku obratle a slouží ke spojení obratlů.
- Kloubní výběžky (lat. processus articulares) jsou párové, dolní (inferiores) a horní (superiores). Vystupují na začátku obloukové destičky, hned za nožičkou oblouku.
- Příčné výběžky (lat. processus transversi) jsou též párové.
- Trnový výběžek (lat. processus spinosus) je nepárový, vybíhá směrem dozadu. Je možné ho nahmatat pod kůží. Spolu s příčnými výběžky je místem svalových úponů.

### Osifikace obratlů
Osifikace obratlů začíná od 3. měsíce nitroděložního vývoje v dolních hrudních obratlech a postupně se přidávají další obratle směrem nahoru i dolů. Osifikace obratle začíná ve dvou osifikačných místech oblouku a v jednom místě obratlového těla. Z jader oblouku osifikují i výběžky, výjimkou jsou ty, které jsou původem rudimentární žebra. Chrupavky mezi jádry tvoří růstové zóny obratle. Páteř novorozence je rovná, bez dvojesovitého prohnutí. V prvních měsících po narození a posazení se dítěte, vzniká první obloukovité prohnutí páteře. Dvojesovité prohnutí se vytváří, když dítě začíná chodit. Oblouk obratle se spojuje osifikačně v oblasti processus spinosus v 1. roce života. Oblouk se spojí s tělem obratle mezi 3. - 8. rokem.

### Rozdíly v obratlech
Každá část páteře má specifický tvar obratlů. U člověka rozeznávame:
- 7 krčních obratlů (lat. vertebrae cervicales)
- 12 hrudních obratlů (lat. vertebrae thoracicae)
- 5 bederních obratlů (lat. vertebrae lumbales)
- 5 křížových obratlů (lat. vertebrae sacrales), které jsou srostlé a tvoří křížovou kost (lat. os sacrum)
- 3 až 5 kostrčních obratlů (lat. vertebrae coccygeae) srostlých do kostrční kosti (lat. os coccygis)

#### Krční obratle – vertebrae cervicales (C1- C7)
Krční obratle jsou označované zkratkou C1 - C7. První dva krční obratle (C1 a C2) umožňují pohyb hlavy ve větších rozsazích než ostatní krční obratle, proto se od ostatních odlišují. Atlas (C1, lat. atlas) umožňuje kývavé pohyby hlavy. Nemá tělo, má prstencový tvar a dvě kloubní plošky, které slouží ke spojení s lebkou. Čepovec (C2, lat. axis) je přizpůsobený k otáčení hlavy podél svislé osy. Ve své přední části má zub (dens axis), kolem kterého se otáčí horní atlas. Trnové výběžky atlasu a axisu jsou vidličnatě větveny.

#### Hrudní obratle – vertebrae thoracicae (Th1- Th12)
Ke každému z nich je připojen jeden pár žeber. Trnové výběžky jdou šikmo dolů.

#### Bederní obratle – vertebrae lumbales (L1- L5)
Jsou největší a nejtěžší. Mají hlavně nosnou funkci. Dále mezi obratli L1 až L2 končí mícha. Mezi obratli L3 a L4 se provádí lumbální punkce (odběr mozkomíšního moku).

#### Křížové obratle – vertebrae sacrales (S1- S5)
Mají kloubní plochy pro spojení s kyčelní kostí (os ilium). Srůstají do kosti křížové (os sacrum).

#### Kostrční obratle – vertebrae coccygeae (Co1- Co3-5)
V lidském těle se udává 3 až 5 obratlů kostrčních. Tyto obratle srůstají v kostrč (os coccygis) na níž se upínají svaly tzv. pánevního dna (někt. 'dolní bránice'), které mají roli svěračů. Pružení kostrčních obratlů je nutné pro hladké dosedání člověka, hybnost bederní páteře, trávení, vyměšování a pružení obsahu abdomenu a dolní pánve při chůzi. Pružnost pánevního dna má vliv i na sexuální funkci.